# Teste de Ronchi
Em testes ópticos, um Teste de Ronchi é um método para determinar o formato da superfície de um espelho usado em telescópios e outros dispositivos ópticos.

## Descrição
Em 1923 o físico italiano Vasco Ronchi publicou a descrição do "Teste de Ronchi", que é uma variação do teste da faca de Foucault, porém utilizando equipamento mais simples, para testar a qualidade de instrumentos óticos, especialmente para espelhos côncavos.
Um "Testador Ronchi" consiste nos seguintes itens:
- Uma fonte de luz
- Uma Grade Rochi

Uma Grade Ronchi consiste de uma serie de faixas escuras. Geralmente é uma pequena moldura com vários fios finos uniformemente espaçados. Outra alternativa comumente usada por amadores é uma Fita Encoder vinda de impressoras.
A luz é emitida através da grade (ou de uma única fenda), refletida pelo espelho, e então passa novamente pela grade e então é observada pela pessoa que faz o teste. O observador é colocado próximo ao centro de curvatura do espelho em teste olhando para o espelho através da grade.
O espelho será coberto com um padrão de listras, que são correspondentes ao formato do espelho. Assim, é possível utilizar tal padrão como diagnostico da condição do espelho. Caso o espelho for esférico, por exemplo, o padrão das listras será perfeitamente reto.

## Aplicações

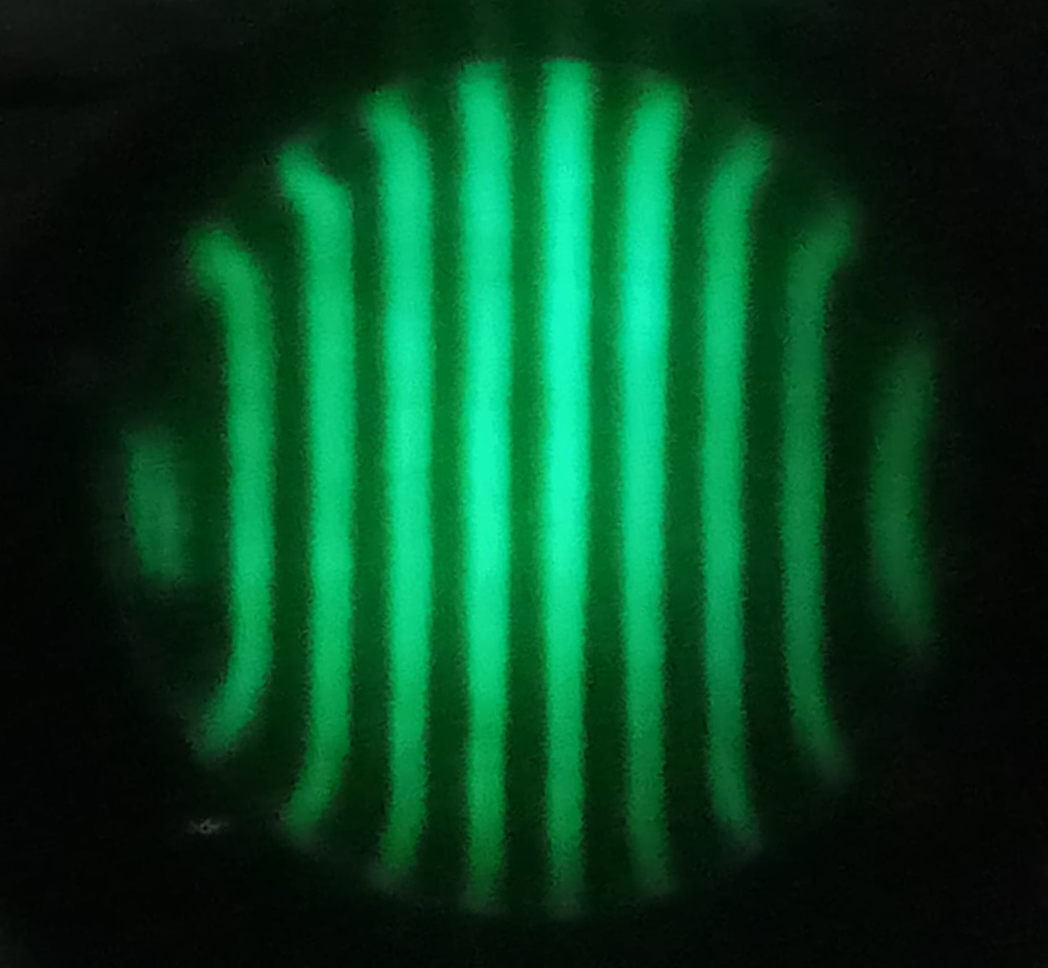
Teste de Ronchi de um espelho f3.5 de 95mm. A linhas na parte central do espelho indicam que a região esta esférica, porém o fato delas divergirem para fora nos cantos indica que as bordas ainda estão altas demais.

O Teste de Ronchi é usado principalmente no teste de espelhos para telescópios refletores, especialmente na área de fabricação de telescópios amadores, dado que é muito mais simples de se realizar e requer menos equipamento do que o teste de Foucault.
O teste difere do teste de Foucault, já que exige a grade de Ronchi ao em vez de um fio de lamina, e é um tanto mais difícil de interpretar a principio. Porém, uma vez dominado, é mais simples de se realizar e oferece uma avaliação rápida da forma e condição do espelho. 
È possível aferir facilmente se o espelho é esférico ou parabólico, e erros como bordas "baixas" ou "altas" demais, uma falha comum quando se fabrica o espelho manualmente, podem ser facilmente identificados.
A qualidade de uma lente convexa também pode ser testada com o Teste de Ronchi. A grade é movimentada de um lado a outro no ponto focal da lente enquanto se observa a imagem formada do outro lado. Distorções na lente vão aparecer como assimetrias no padrão da grade.